# Lucé (Eure-et-Loir)
Pour les articles homonymes, voir Lucé.
Lucé est une commune française de la banlieue ouest de Chartres, située dans le département d'Eure-et-Loir en région Centre-Val de Loire. La commune, qui compte plus de 15 000 habitants, est, par sa population, la troisième plus grande ville du département après Chartres et Dreux.

### Situation

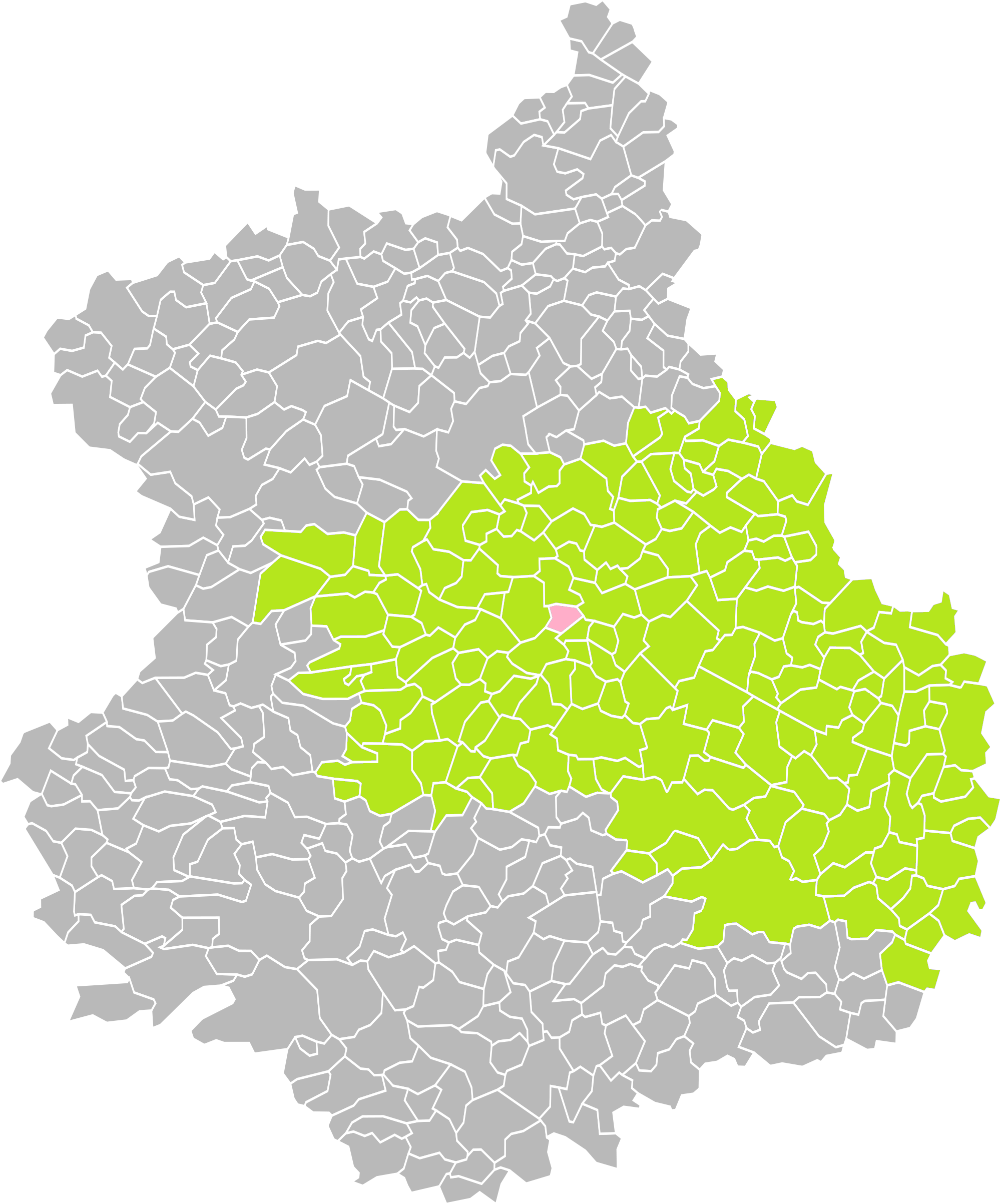
Position de Lucé (en rose) dans l'arrondissement de Chartres (en vert) au sein du département d'Eure-et-Loir (grisé).

## Géographie

### Communes limitrophes
| Amilly, Mainvilliers | Mainvilliers | Mainvilliers, Chartres |
| Amilly               | Lucé         | Chartres               |
| Fontenay-sur-Eure    | Luisant      | Luisant                |

### Voies de communication et transports

#### Desserte ferroviaire
La gare de Lucé est située sur la Ligne de Chartres à Bordeaux-Saint-Jean.

### Climat
Pour des articles plus généraux, voir Climat du Centre-Val de Loire et Climat d'Eure-et-Loir.
En 2010, le climat de la commune est de type climat océanique dégradé des plaines du Centre et du Nord, selon une étude du CNRS s'appuyant sur une série de données couvrant la période 1971-2000. En 2020, Météo-France publie une typologie des climats de la France métropolitaine dans laquelle la commune est exposée à un climat océanique altéré et est dans la région climatique  Sud-ouest du bassin Parisien, caractérisée par une faible pluviométrie, notamment au printemps (120 à 150 mm) et un hiver froid (3,5 °C). 
Pour la période 1971-2000, la température annuelle moyenne est de 10,4 °C, avec une amplitude thermique annuelle de 14,9 °C. Le cumul annuel moyen de précipitations est de 636 mm, avec 10,4 jours de précipitations en janvier et 7,7 jours en juillet. Pour la période 1991-2020, la température moyenne annuelle observée sur la station météorologique de Météo-France la plus proche, « Chartres », sur la commune de Champhol à 4 km à vol d'oiseau, est de 11,4 °C et le cumul annuel moyen de précipitations est de 606,1 mm,. Pour l'avenir, les paramètres climatiques de la commune estimés pour 2050 selon différents scénarios d'émission de gaz à effet de serre sont consultables sur un site dédié publié par Météo-France en novembre 2022.
| Mois                                  | jan.             | fév.           | mars          | avril           | mai             | juin           | jui.           | août          | sep.           | oct.            | nov.           | déc.             | année      |
| ------------------------------------- | ---------------- | -------------- | ------------- | --------------- | --------------- | -------------- | -------------- | ------------- | -------------- | --------------- | -------------- | ---------------- | ---------- |
| Température minimale moyenne (°C)     | 1,8              | 1,5            | 3,4           | 5,1             | 8,5             | 11,6           | 13,5           | 13,4          | 10,5           | 8               | 4,5            | 2,2              | 7          |
| Température moyenne (°C)              | 4,3              | 4,8            | 7,8           | 10,3            | 13,8            | 17             | 19,4           | 19,4          | 15,9           | 12,1            | 7,6            | 4,8              | 11,4       |
| Température maximale moyenne (°C)     | 6,9              | 8,2            | 12,2          | 15,6            | 19              | 22,5           | 25,2           | 25,3          | 21,4           | 16,2            | 10,6           | 7,3              | 15,9       |
| Record de froid (°C) date du record   | −18,4 17.01.1985 | −15 24.02.1963 | −11 01.03.05  | −4,9 04.04.1973 | −1 01.05.1945   | 1,4 02.06.1962 | 0,9 30.07.1928 | 3 17.08.1927  | 0,5 22.09.1928 | −5,4 28.10.1931 | −11,3 30.11.10 | −14,2 29.12.1964 | −18,4 1985 |
| Record de chaleur (°C) date du record | 16,1 27.01.03    | 20,5 27.02.19  | 24,8 31.03.21 | 28,2 18.04.1949 | 31,4 16.05.1945 | 37,2 18.06.22  | 41,4 25.07.19  | 39,6 06.08.03 | 35,5 08.09.23  | 29,8 02.10.23   | 20,9 07.11.15  | 17 06.12.1979    | 41,4 2019  |
| Ensoleillement (h)                    | 635              | 876            | 1 403         | 1 836           | 2 087           | 2 215          | 2 303          | 220           | 1 811          | 1 184           | 724            | 601              | 17 874     |
| Précipitations (mm)                   | 49,9             | 41,5           | 43,5          | 44,6            | 55,3            | 51,5           | 51             | 47,7          | 46             | 58,4            | 56             | 60,7             | 606,1      |

## Urbanisme

### Typologie
Au 1er janvier 2024, Lucé est catégorisée grand centre urbain, selon la nouvelle grille communale de densité à 7 niveaux définie par l'Insee en 2022.
Elle appartient à l'unité urbaine de Chartres, une agglomération intra-départementale dont elle est une commune de la banlieue,. Par ailleurs la commune fait partie de l'aire d'attraction de Chartres, dont elle est une commune du pôle principal,. Cette aire, qui regroupe 117 communes, est catégorisée dans les aires de 50 000 à moins de 200 000 habitants,.

### Occupation des sols
L'occupation des sols de la commune, telle qu'elle ressort de la base de données européenne d’occupation biophysique des sols Corine Land Cover (CLC), est marquée par l'importance des territoires artificialisés (86,9 % en 2018), en augmentation par rapport à 1990 (84,9 %). La répartition détaillée en 2018 est la suivante : 
zones urbanisées (56,5 %), zones industrielles ou commerciales et réseaux de communication (27,5 %), terres arables (9,1 %), forêts (4 %), espaces verts artificialisés, non agricoles (2,9 %). L'évolution de l’occupation des sols de la commune et de ses infrastructures peut être observée sur les différentes représentations cartographiques du territoire : la carte de Cassini (XVIIIe siècle), la carte d'état-major (1820-1866) et les cartes ou photos aériennes de l'IGN pour la période actuelle (1950 à aujourd'hui).

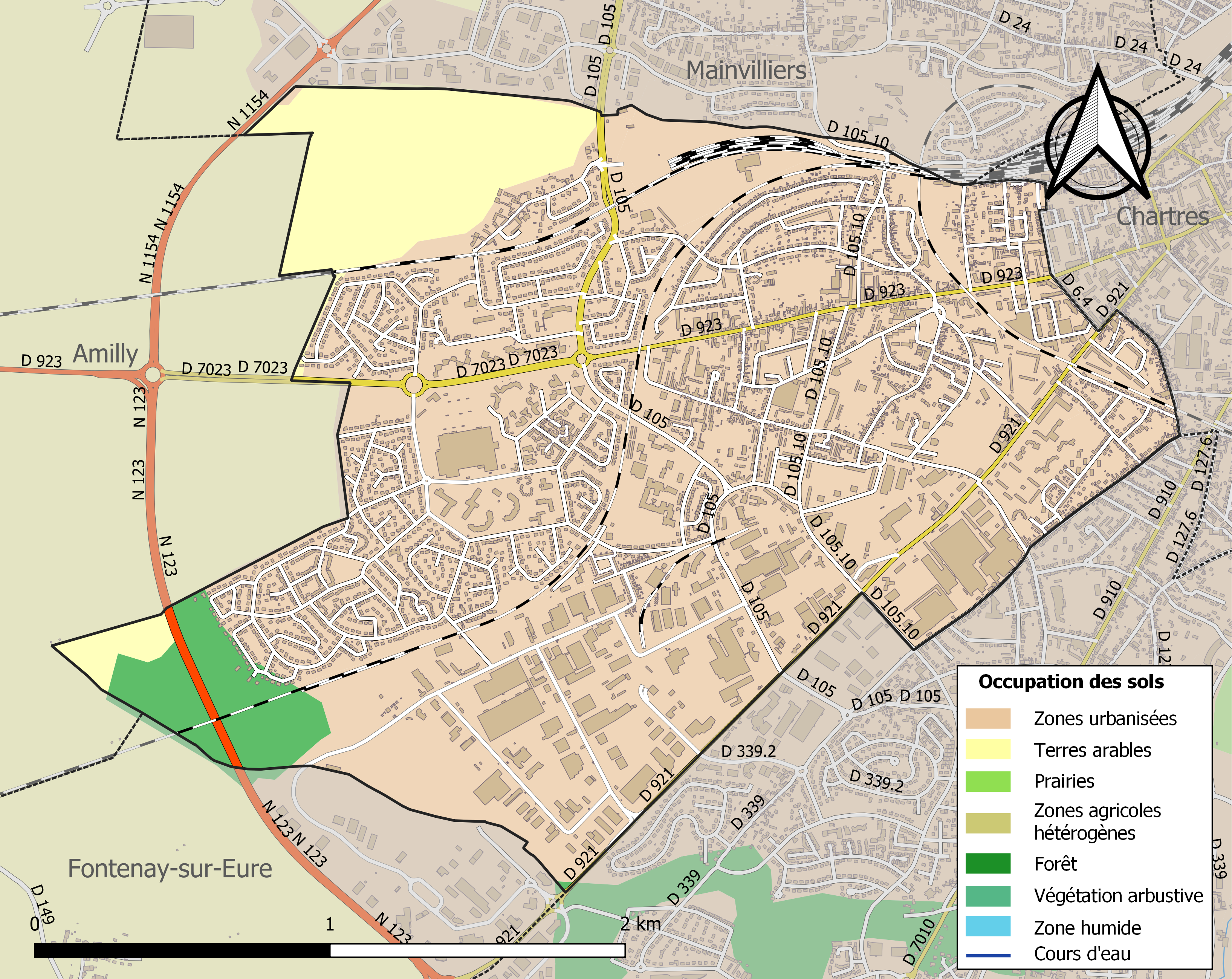
Carte des infrastructures et de l'occupation des sols de la commune en 2018 (CLC).

### Risques majeurs
Le territoire de la commune de Lucé est vulnérable à différents aléas naturels : météorologiques (tempête, orage, neige, grand froid, canicule ou sécheresse), inondations, mouvements de terrains et séisme (sismicité très faible). Il est également exposé à deux risques technologiques,  le transport de matières dangereuses et  le risque industriel. Un site publié par le BRGM permet d'évaluer simplement et rapidement les risques d'un bien localisé soit par son adresse soit par le numéro de sa parcelle.

#### Risques naturels
Certaines parties du territoire communal sont susceptibles d’être affectées par le risque d’inondation par débordement de cours d'eau et par ruissellement et coulée de boue, notamment la Blaise et le ruisseau de Saint-Cyr. La commune a été reconnue en état de catastrophe naturelle au titre des dommages causés par les inondations et coulées de boue survenues en 1994, 1999 et 2018,.

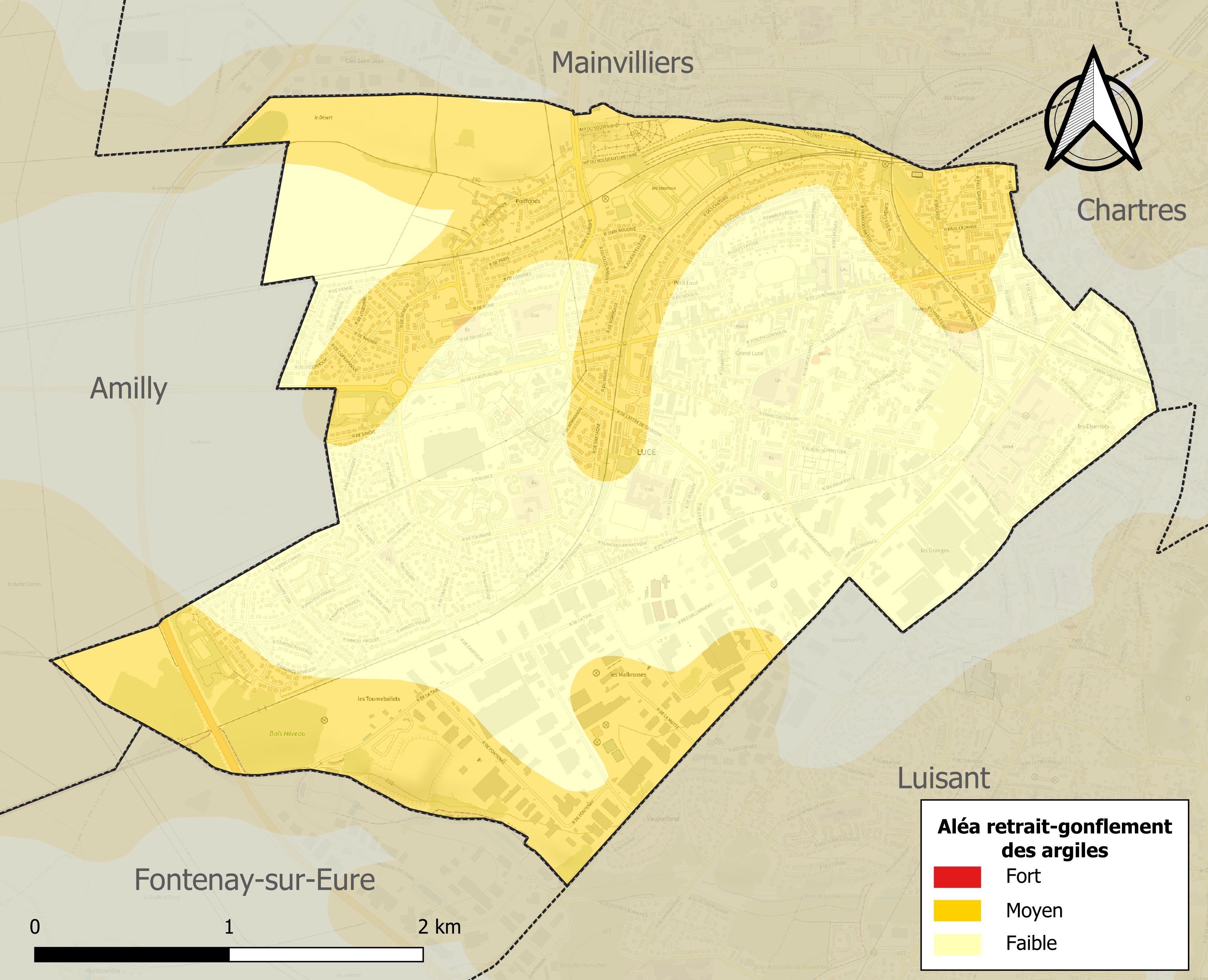
Carte des zones d'aléa retrait-gonflement des sols argileux de Lucé.

Les mouvements de terrains susceptibles de se produire sur la commune sont des mouvements de sols liés à la présence d'argile, des affaissements et effondrements liés aux cavités souterraines (hors mines) et des effondrements généralisés. L'inventaire national des cavités souterraines permet de localiser celles situées sur la commune.
Le retrait-gonflement des sols argileux est susceptible d'engendrer des dommages importants aux bâtiments en cas d’alternance de périodes de sécheresse et de pluie. 40,5 % de la superficie communale est en aléa moyen ou fort (52,8 % au niveau départemental et 48,5 % au niveau national). Sur les 2 890 bâtiments dénombrés sur la commune en 2019, 909 sont en aléa moyen ou fort, soit 31 %, à comparer aux 70 % au niveau départemental et 54 % au niveau national. Une cartographie de l'exposition du territoire national au retrait gonflement des sols argileux est disponible sur le site du BRGM,.
Concernant les mouvements de terrains, la commune a été reconnue en état de catastrophe naturelle au titre des dommages causés par la sécheresse en 1989, 1991, 1992, 1993, 2011 et 2018 et par des mouvements de terrain en 1999.

#### Risques technologiques
La commune est exposée au risque industriel du fait de la présence sur son territoire d'une entreprise soumise à la directive européenne SEVESO.
Le risque de transport de matières dangereuses sur la commune est lié à sa traversée par des infrastructures routières ou ferroviaires importantes ou la présence d'une canalisation de transport d'hydrocarbures. Un accident se produisant sur de telles infrastructures est en effet susceptible d’avoir des effets graves au bâti ou aux personnes jusqu’à 350 m, selon la nature du matériau transporté. Des dispositions d’urbanisme peuvent être préconisées en conséquence.

## Toponymie
Le nom de la localité est attesté sous les formes Luciacum vers 1116 (cart. de Saint-Père-en-Vallée, p. 307), Lucetumvers 1140 (ch. de la lépr. du Grand-Beaulieu), Luceium en 1224 (ch. de l’abb. de Josaphat), Lucey en 1641 (ch. de l’abb. de Saint-Jean-en-Vallée).

## Histoire

### De laRévolution françaiseà lamonarchie de Juillet
- En 1791, la commune de Lucé est réunie à celle de Mainvilliers par le décret de l'Assemblée nationale du 27 avril 1791.

Ainsi, les plans du cadastre napoléonien de Mainvilliers, établis en 1809, comporte une section Q « dite du Hameau de Lucé », mentionnant notamment l'église de cette paroisse et les hameaux du Petit et du Grand Lucé.
- En 1836, la section cadastrale de Lucé est séparée des autres sections de Mainvilliers et érigée en commune sous Louis-Philippe par l'ordonnance royale du 4 mars 1836. Une petite portion de la commune Amilly est alors prise pour faire partie de la nouvelle commune de Lucé et ainsi avoir une superficie de 547 hectares et 36 ares. La commune n'est alors constituée que de quelques groupes de maisons : le Grand-Lucé où se situaient les fermes et le plus grand nombre de maisons ; le Petit-Lucé avec quelques maisons autour de l'église ; les Barres avec deux fermes ; Poiffonds, hameau éloigné, comportait quelques petites fermes. Les Granges était le nom d'une ferme sur la route d'Illiers.

### AuXXesiècle
En 1914, le Génie militaire agrandit son entrepôt et occupe de nombreux terrains. Une usine de fabrication de grenades est construite aux "Malbrosses". Elle est désaffectée après la Première Guerre mondiale et transformée en scierie, à proximité de laquelle de nombreux logements sont construits. Les terrains ne sont alors pas chers et ce sont essentiellement des ouvriers, employés des chemins de fer qui font construire. Les rues de la Bécasse, de Mainvilliers, Rabuan-du-Coudray, Gambetta et des Barres sont alors créées. La scierie est détruite en 1935.
En 1936, au moment de la guerre d'Espagne, le département fait remettre en état des anciennes baraques de la guerre 14-18 où étaient logés les prisonniers de guerre allemands pour y loger de nombreux Espagnols réfugiés en France.
En 1937, l'administration militaire décide de construire une importante caserne de Gardes républicains, sur la route d'Illiers. Mais en 1939, seuls les logements des officiers sont terminés. L'occupant allemand fait terminer les casernes et installe une école de sous-officiers de défense contre l'aviation. À la Libération, ces logements provisoires servent à reloger les sinistrés ou les gens manquant de logements. Cet ensemble de baraques fut désigné sous les noms de cités provisoires de Jean-Moulin, des Gardes-Mobiles et des Charlots.
De nombreux lotissements sont créés par la commune et de nouvelles rues sont ouvertes : rue Michel Vintant, Rémi Gaschet, Jean Moulin, d'Ornano, Maréchal Foch, Jules Ferry, des Écoles, Louis Vayssié, Victor Hugo, Charles Péguy, des Castors, du Moulin, du Manteau jaune, Anatole Wargnier, Charles Brune, Clemenceau, Kennedy, etc.

Cartes postales anciennes
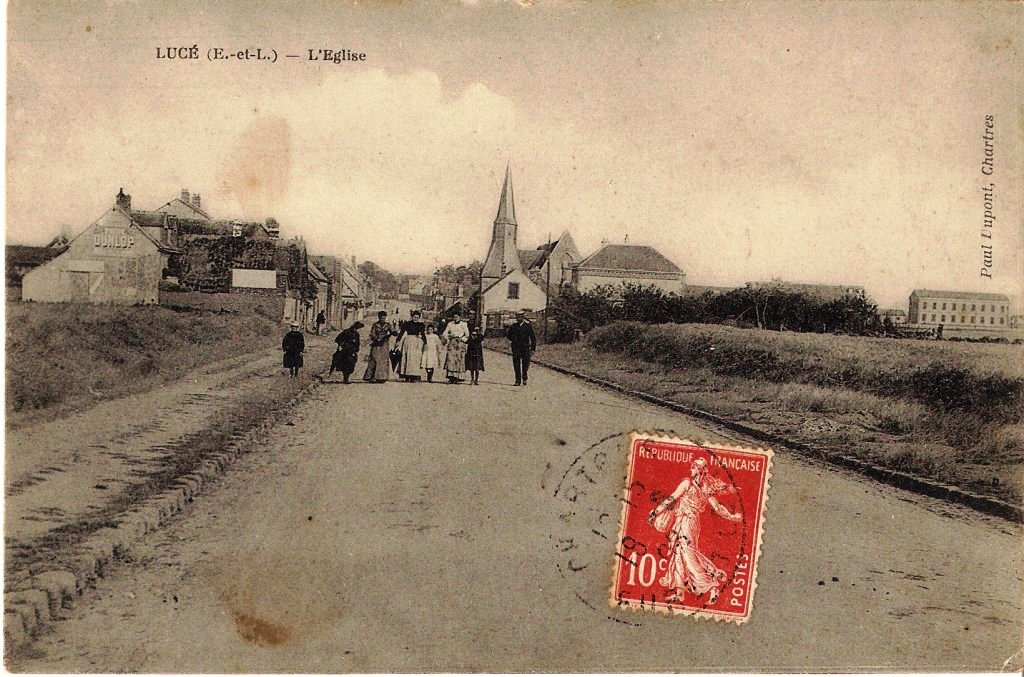
L'église Saint-Pantaléon avant 1910.
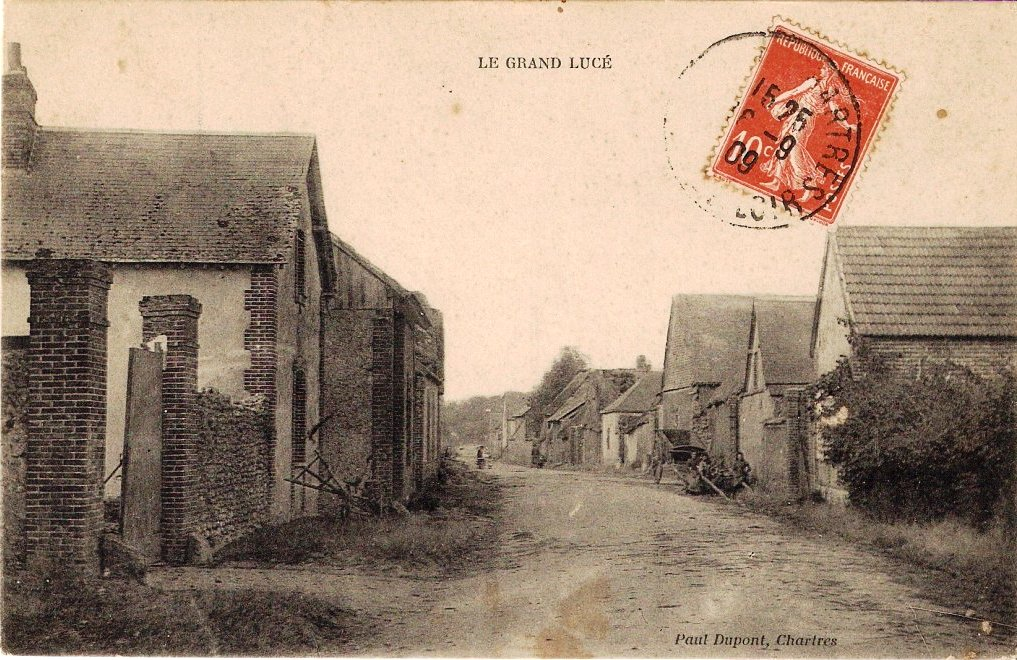
« Le Grand Lucé », 1909-1910.

## Politique et administration

### Liste des maires
| Période                                  | Période        | Identité         | Étiquette                     | Qualité |
| ---------------------------------------- | -------------- | ---------------- | ----------------------------- | --- |
| Les données manquantes sont à compléter. |                |                  |                               | |
| 1947                                     | 1989           | Edmond Desouches | Rad. puis MRG                 | Conseiller général des cantons de Chartres-Nord (1953-1973), de Chartres-Nord-Ouest (1973-1982) puis de Lucé (1982-1988) Député d'Eure-et-Loir |
| 1989                                     | 1995           | James Benoist    | PS                            | Conseiller général du canton de Lucé |
| 1995                                     | 2001           | Fernand Mira     | PRG                           | Conseiller général du canton de Lucé |
| 2001                                     | 2006           | Jacques Morland  | DL, puis FN, après son mandat | Conseiller général du canton de Lucé |
| 2006                                     | 2008           | Boris Minsky     | UMP                           | |
| 2008                                     | 3 juillet 2020 | Emmanuel Lecomte | PRG                           | Permanent politique |
| 3 juillet 2020                           | En cours       | Florent Gauthier | DVC                           | Responsable juridique |

### Politique de développement durable
La commune s’est engagée dans une politique de développement durable en lançant une démarche d'Agenda 21.

#### Cadre de vie
Ville fleurie : trois fleurs attribuées par le Conseil National des Villes et Villages Fleuris de France au Concours des villes et villages fleuris.

### Jumelages
La ville de Lucé est jumelée avec :
| Ville | Ville     | Pays | Pays      | Période     |
| ----- | --------- | ---- | --------- | ----------- |
|       | Fajões    |      | Portugal  | depuis 2002 |
|       | Traunreut |      | Allemagne | depuis 1988 |

## Population et société

### Démographie
L'évolution du nombre d'habitants est connue à travers les recensements de la population effectués dans la commune depuis 1836. Pour les communes de plus de 10 000 habitants les recensements ont lieu chaque année à la suite d'une enquête par sondage auprès d'un échantillon d'adresses représentant 8 % de leurs logements, contrairement aux autres communes qui ont un recensement réel tous les cinq ans,.

En 2022, la commune comptait 15 658 habitants, en évolution de −0,62 % par rapport à 2016 (Eure-et-Loir : −0,23 %, France hors Mayotte : +2,11 %).
| 1836 | 1841 | 1846 | 1851 | 1856 | 1861 | 1866 | 1872 | 1876 |
| ---- | ---- | ---- | ---- | ---- | ---- | ---- | ---- | ---- |
| 414  | 413  | 436  | 484  | 463  | 494  | 497  | 530  | 493  |

| 1881 | 1886 | 1891 | 1896 | 1901 | 1906 | 1911 | 1921  | 1926  |
| ---- | ---- | ---- | ---- | ---- | ---- | ---- | ----- | ----- |
| 532  | 645  | 658  | 698  | 800  | 812  | 948  | 1 262 | 1 283 |

| 1931  | 1936  | 1946  | 1954  | 1962  | 1968   | 1975   | 1982   | 1990   |
| ----- | ----- | ----- | ----- | ----- | ------ | ------ | ------ | ------ |
| 1 505 | 1 497 | 2 030 | 3 303 | 6 555 | 11 085 | 13 721 | 17 433 | 18 796 |

| 1999   | 2006   | 2011   | 2016   | 2021   | 2022   | - | - | - |
| ------ | ------ | ------ | ------ | ------ | ------ | - | - | - |
| 17 701 | 16 011 | 16 228 | 15 755 | 15 602 | 15 658 | - | - | - |

### Enseignement
- Lycée des métiers Elsa-Triolet ;
- Lycée professionnel métiers du bâtiment Philibert de l'Orme ;
- Conservatoire de musique et d'art dramatique.

Établissements d'enseignement à Lucé
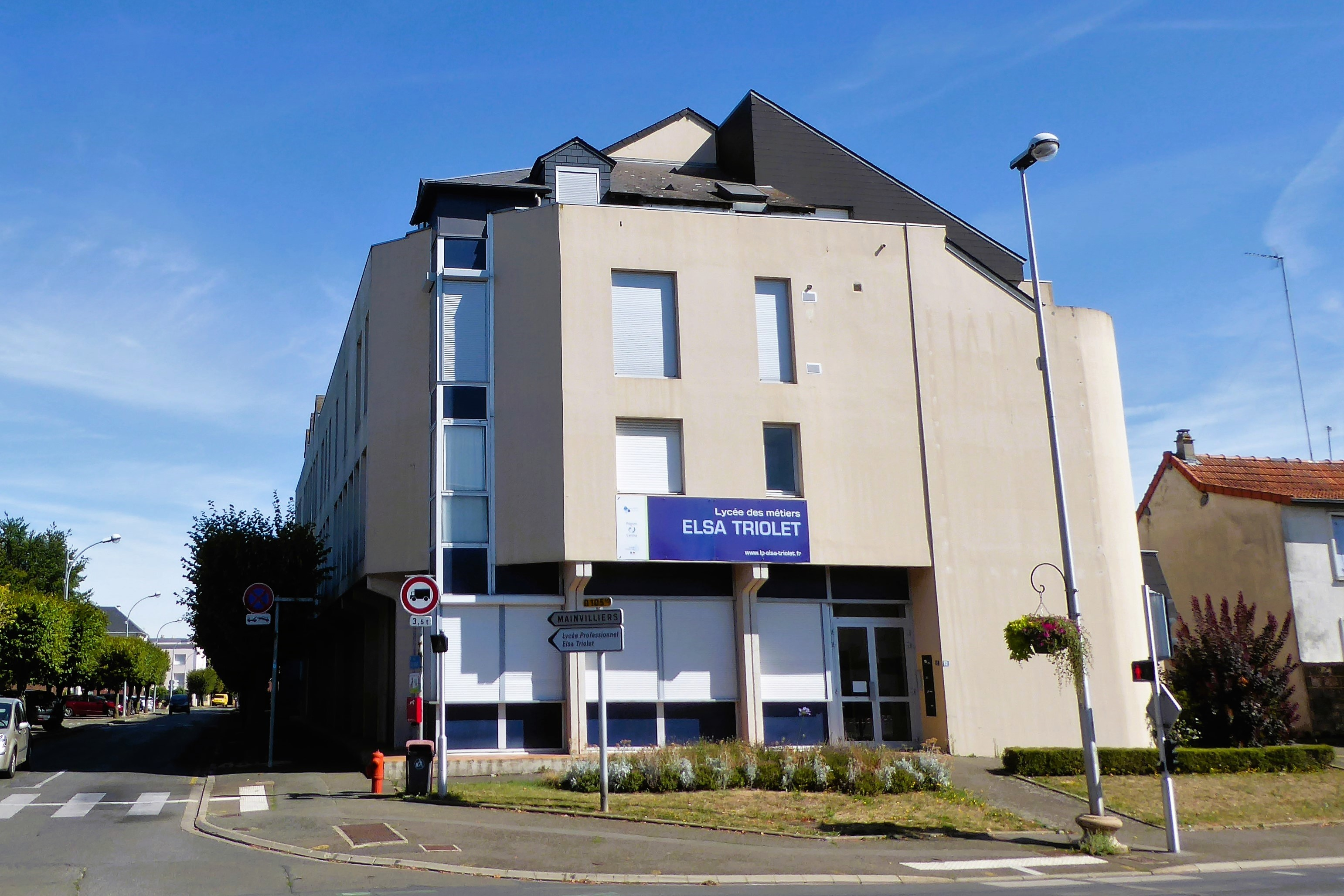
Lycée Elsa-Triolet.
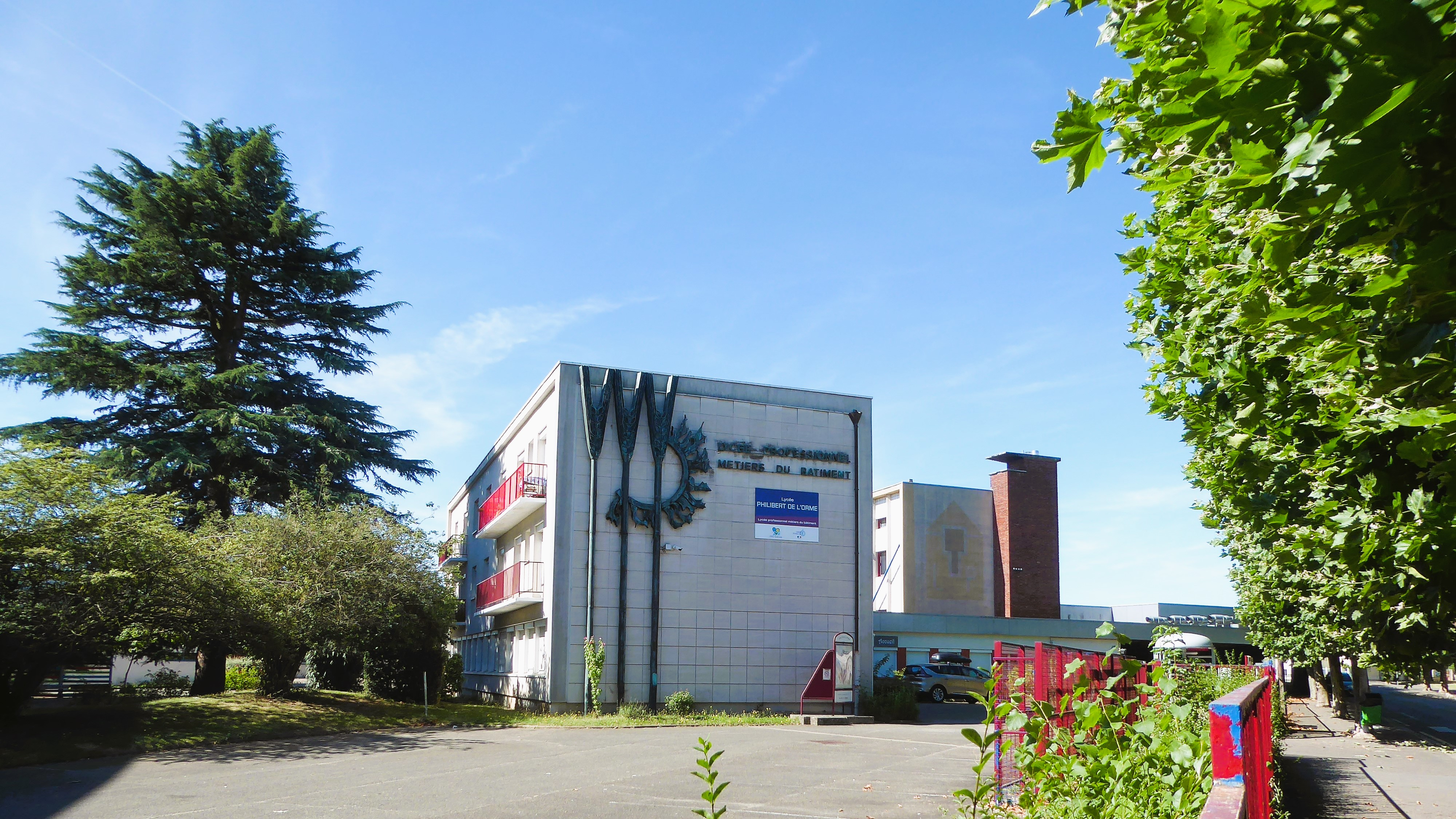
Lycée métiers du bâtiment Philibert de l'Orme.
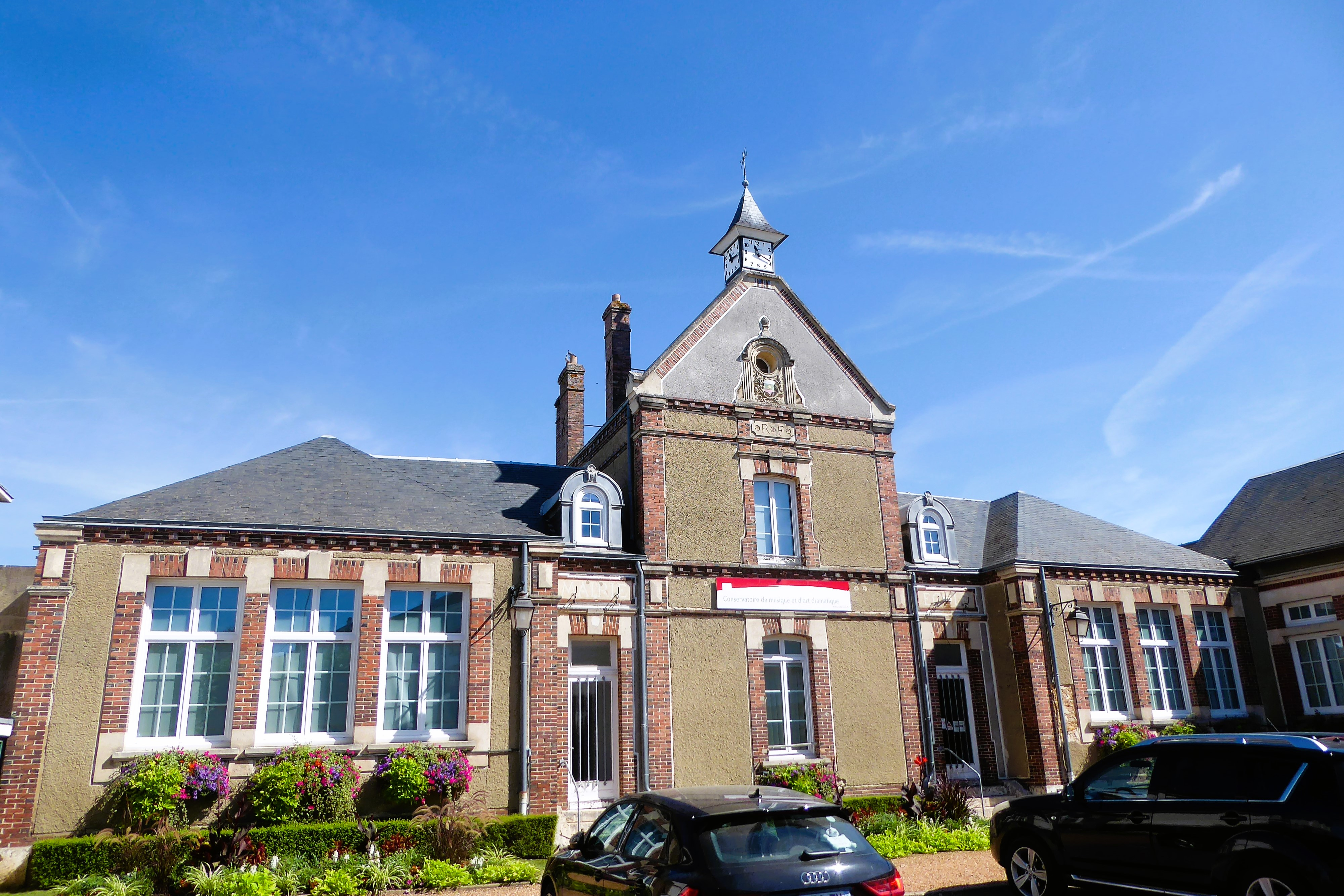
Conservatoire de musique et d'art dramatique.

## Culture locale et patrimoine

### Lieux et monuments

#### Église Saint-Pantaléon
L'église est dédiée à Pantaléon de Nicomédie, patron des médecins. Devant son mur sud, se dresse un cèdre de l'Atlas d'une hauteur de 30 m et d'une circonférence de 3 m, recensé dans la base du conseil départemental d'Eure-et-Loir.

L'église Saint-Pantaléon
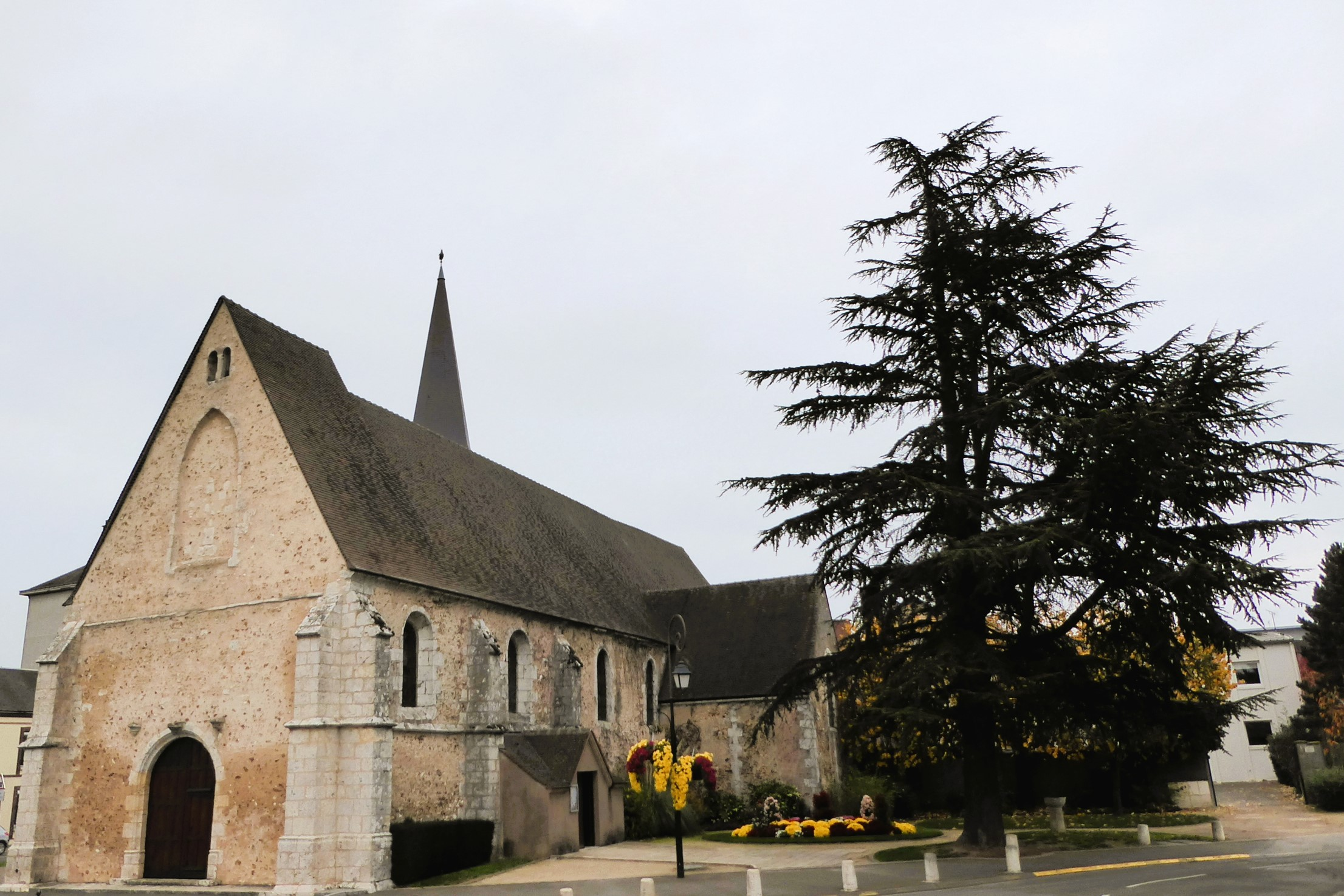
L'église et le cèdre de l'Atlas.
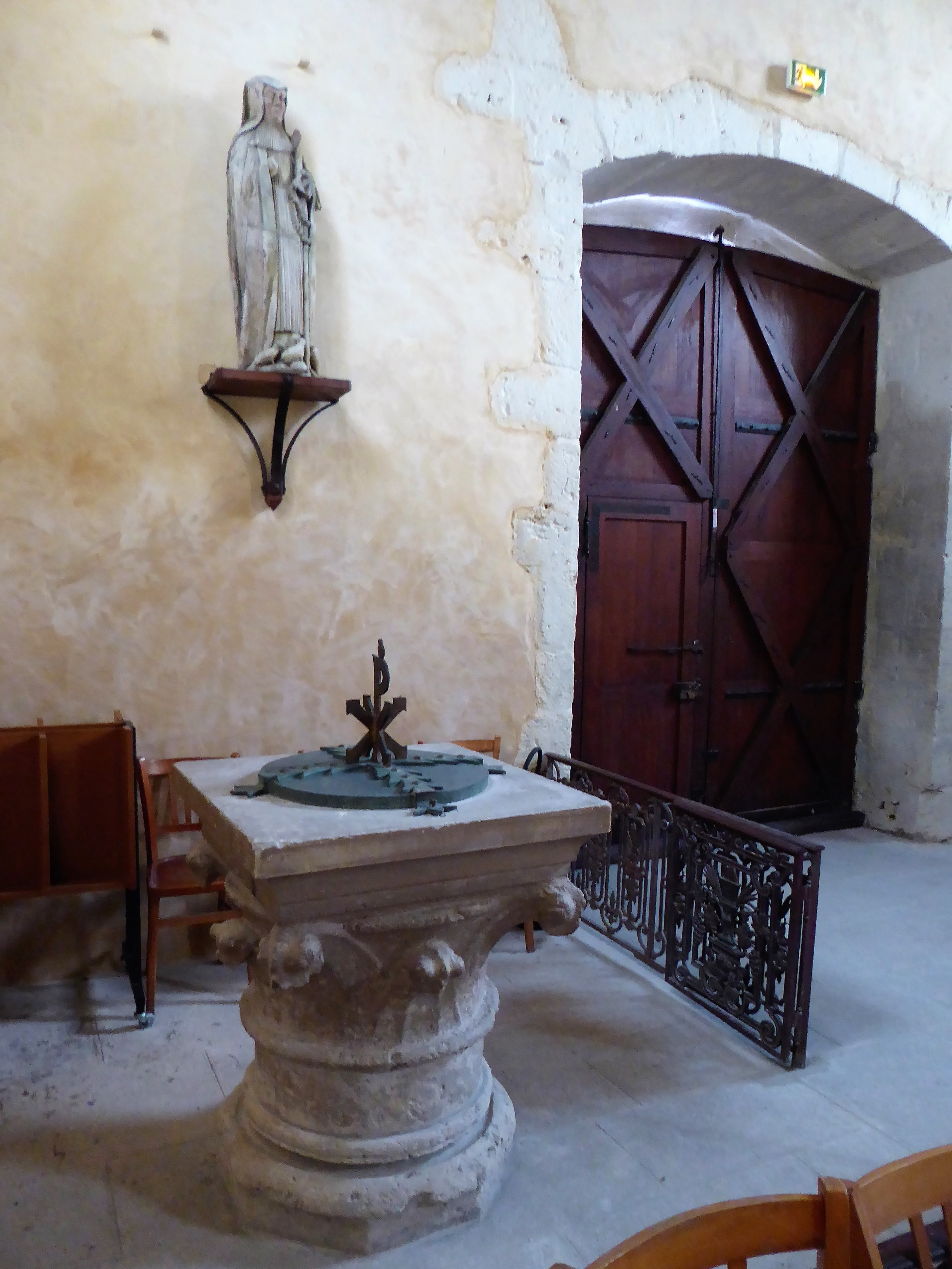
Entrée sud et fonts baptismaux.
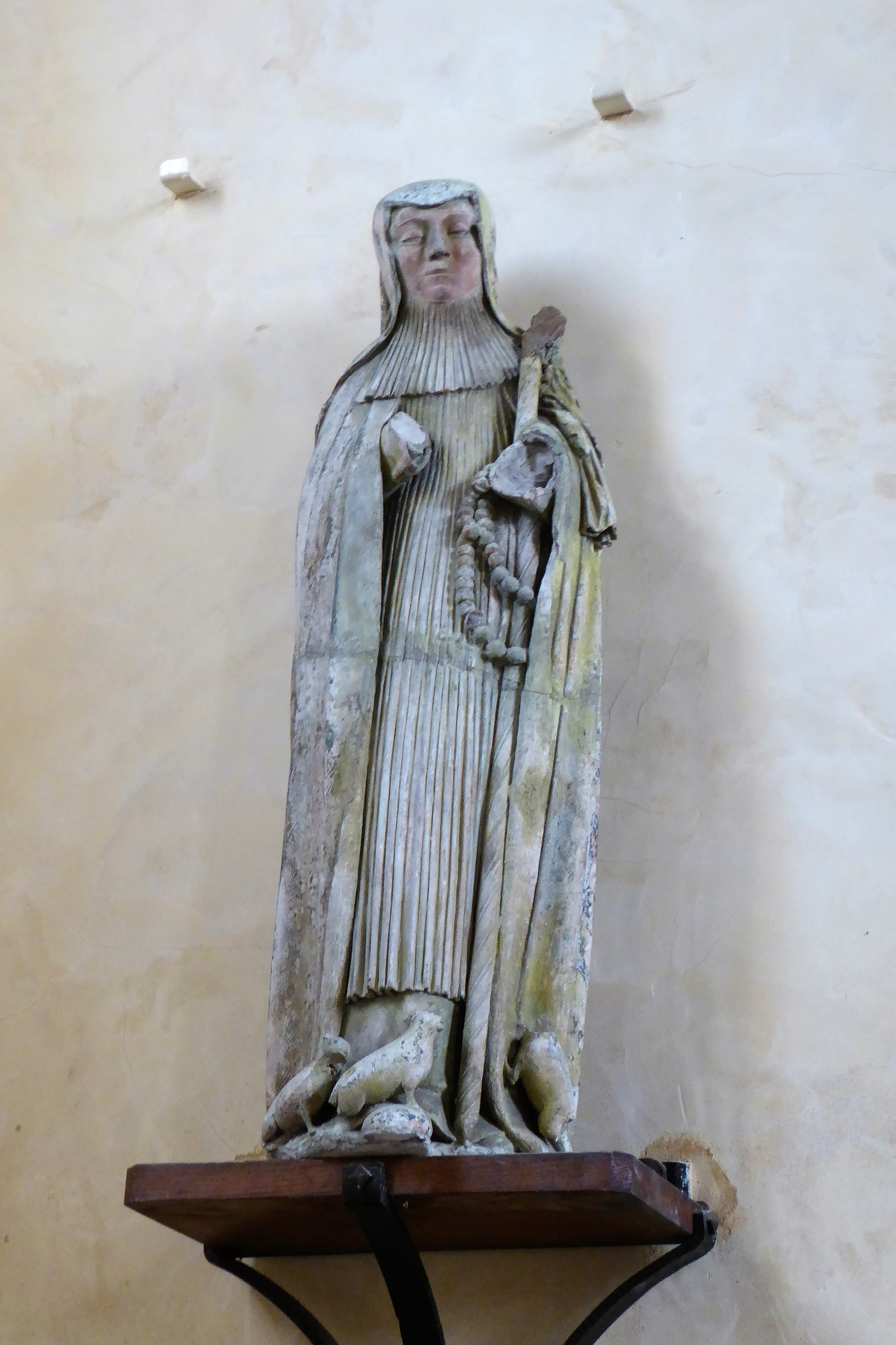
Statue de Gertrude de Nivelles.
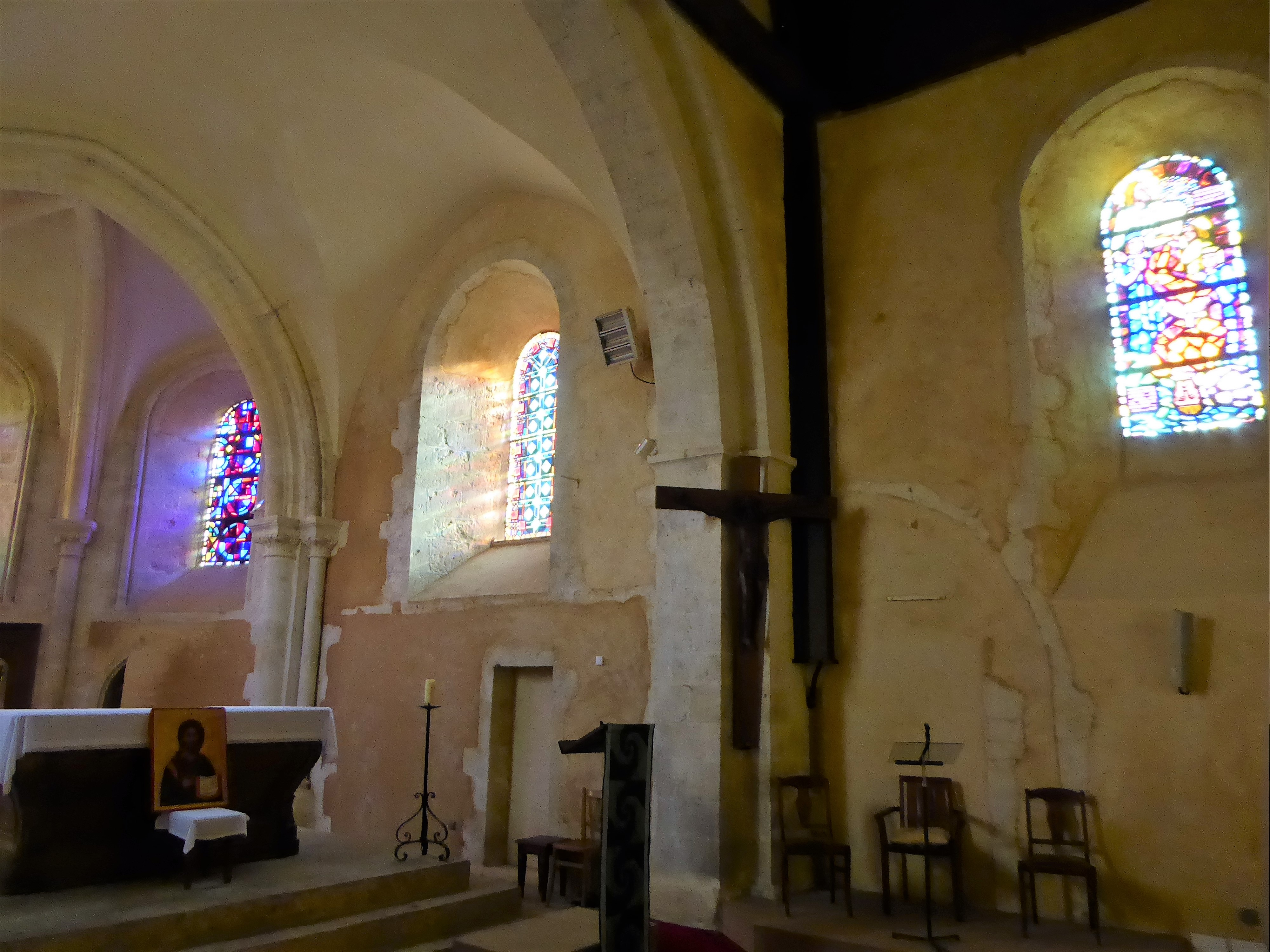
Mur sud avec porte romane murée.
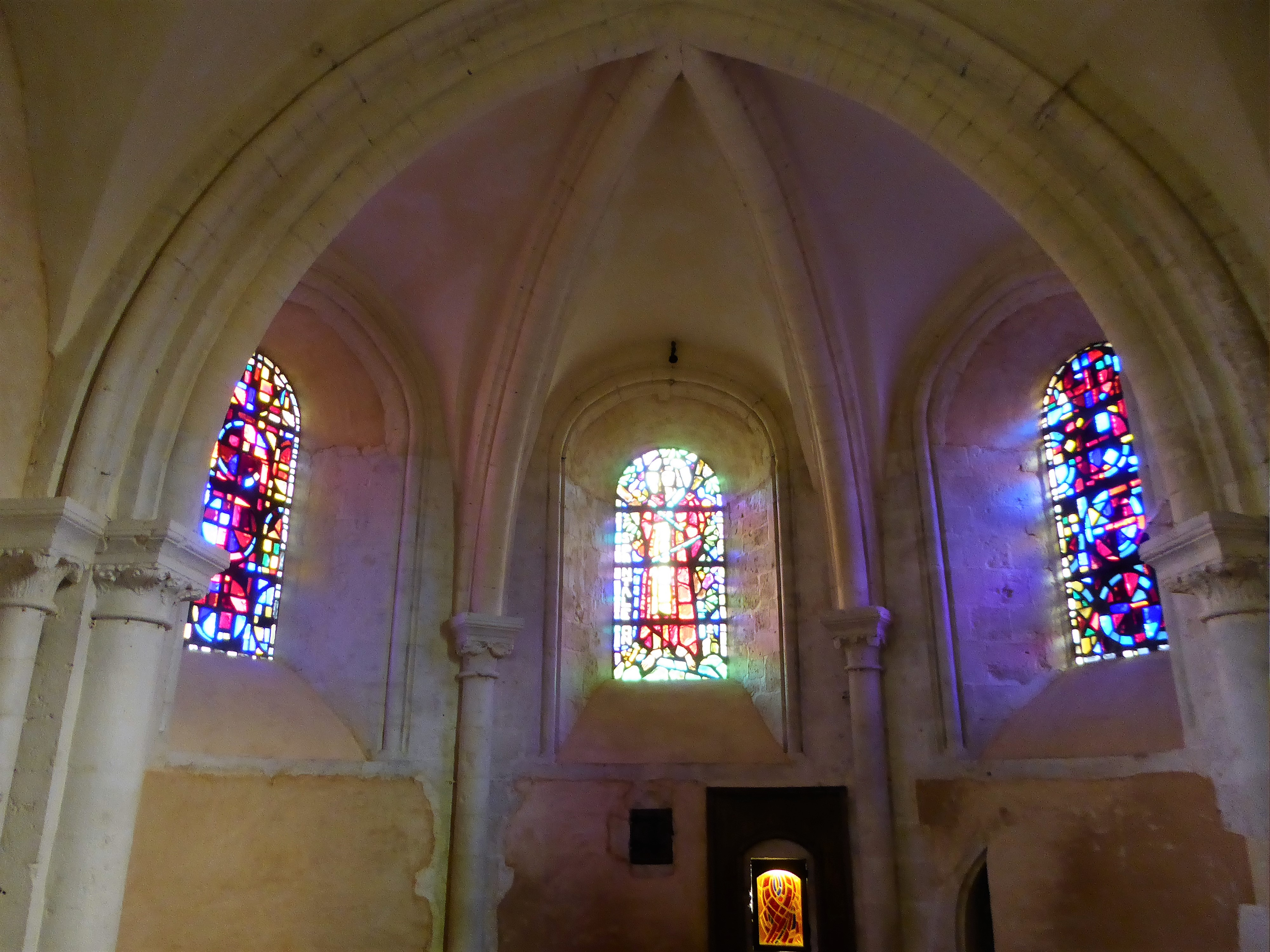
Le chœur et les vitraux de Gabriel Loire.
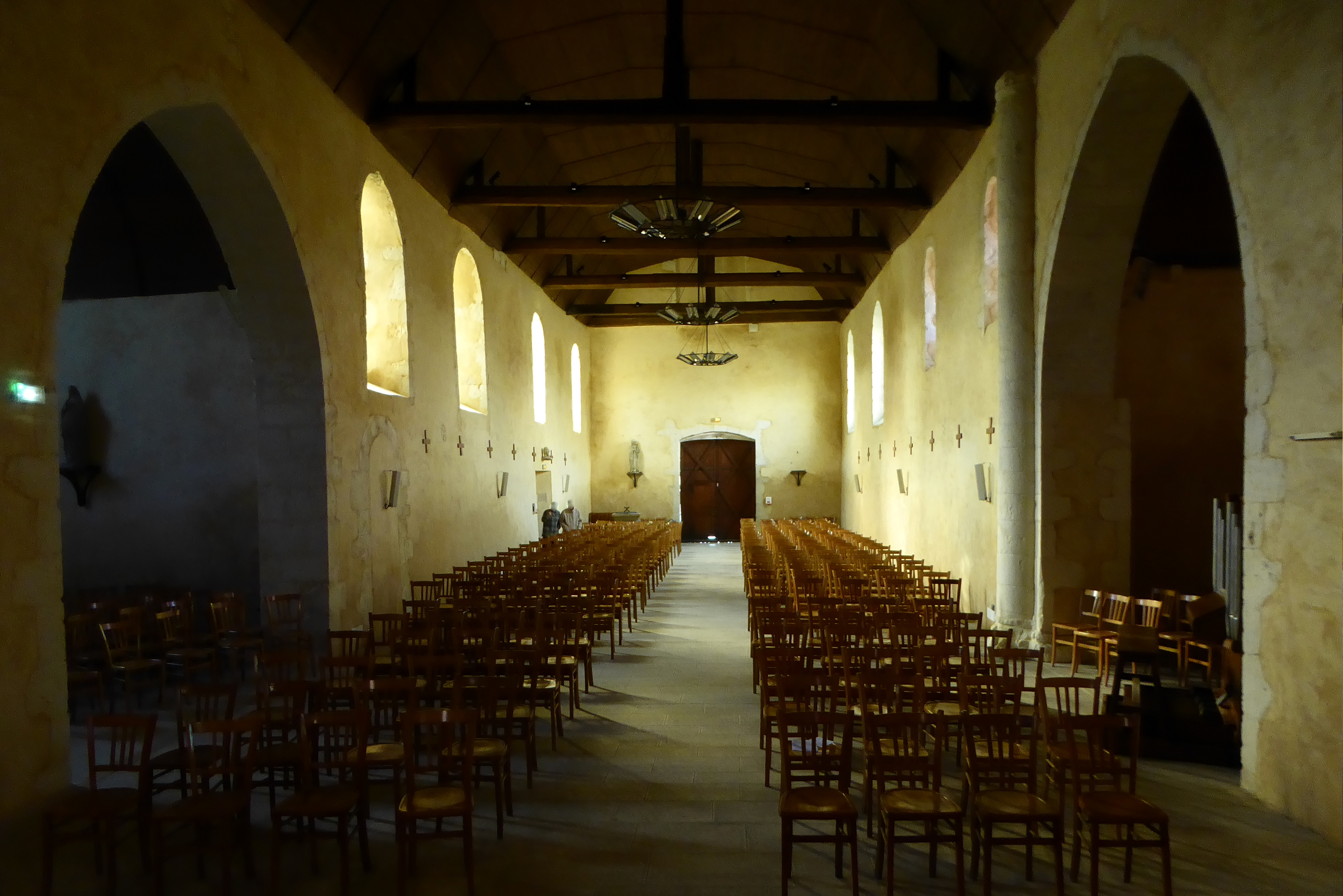
Nef vue du chœur, départ des bras du transept.

#### Autres lieux et monuments
- Monument aux morts ;
- Stèle Charles de Gaulle : « Hommage aux Français Libres » ;
- Église Saint-François.

Autres lieux et monuments
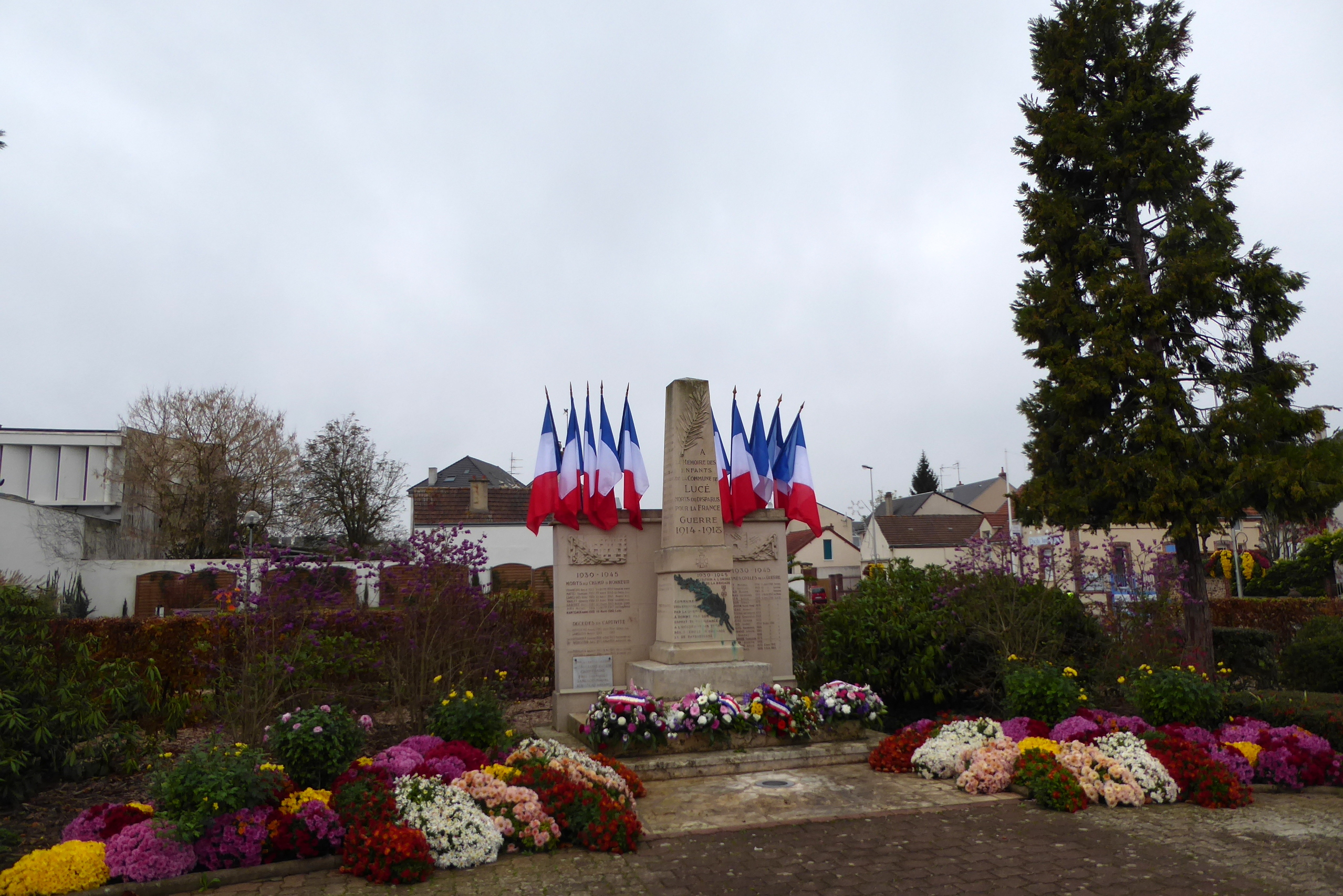
Monument aux morts.
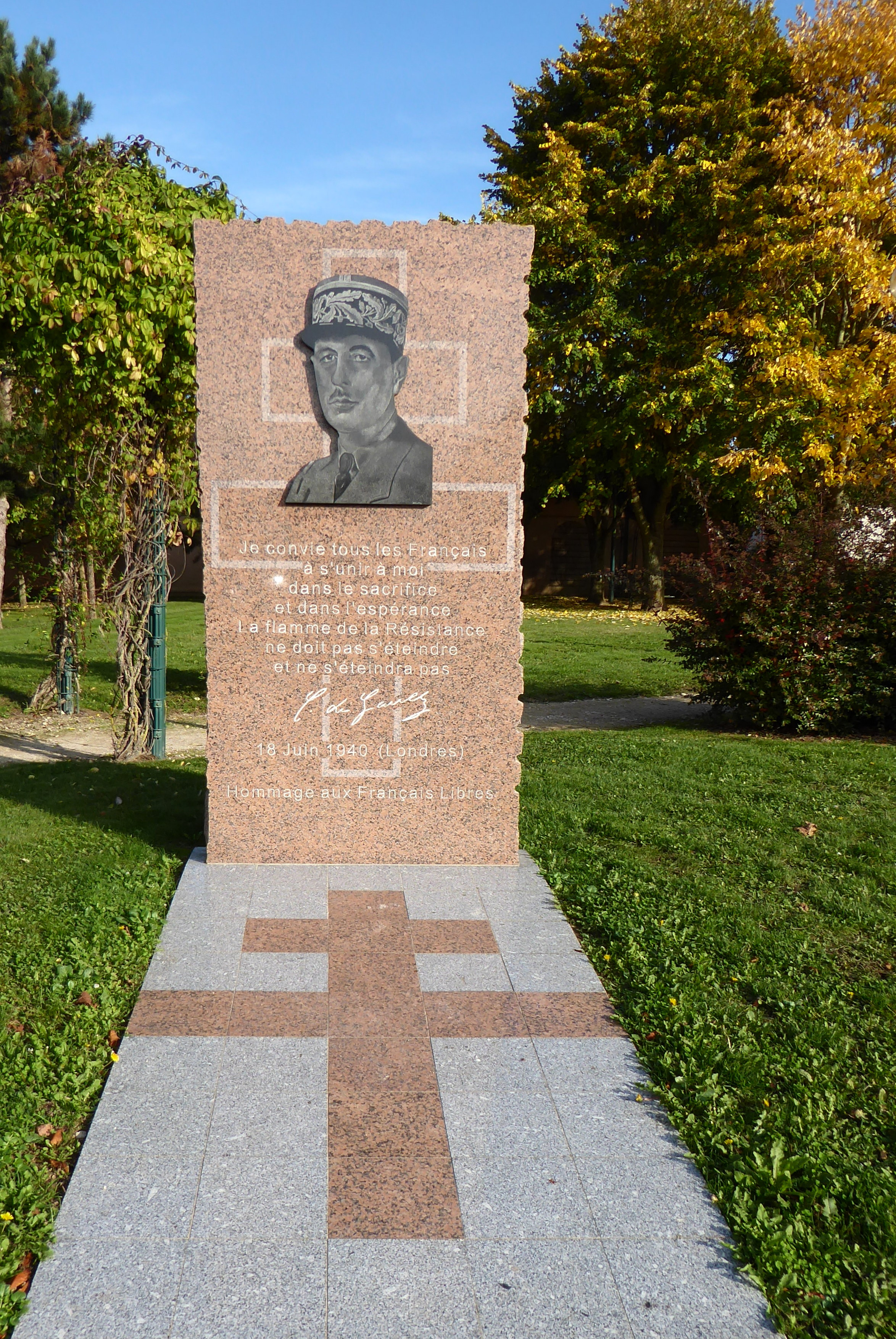
Stèle de Gaulle.

### Personnalités liées à la commune
- Raoul Brandon (Lucé, 1878 - Assay, 1941), architecte et député républicain-socialiste sous la Troisième République.
- Enzo Millot (2002 -), joueur de football international français est né à Lucé.

### Héraldique
|  | Les armes de la commune se blasonnent ainsi : tiercé en fasce d’argent, de sinople et de gueules, le 2) au soleil d’or non figuré. |